# Creon pendleburyi
Creon pendleburyi är en fjärilsart som beskrevs av Corbet 1940. Creon pendleburyi ingår i släktet Creon och familjen juvelvingar. Inga underarter finns listade i Catalogue of Life.